# آزمایش چندگانه خواب
آزمایش چندگانه خواب یا پلی‌سومنوگرافی (انگلیسی: Polysomnography) آزمایشی است که نوار مغزی (الکتروانسفالوگرافی) را در طی خواب ثبت می‌کند؛ اغلب همراه با آن، از ECG، الکترواکولوگرافی (EOG)، الکترومیوگرافی (EMG)، باز شدن قفسه سینه، و ثبت وضعیت تورم آلت تناسلی، اشباع اکسیژن خون، حرکت بدن، دمای بدن، پاسخ گالوانیک پوست (GSR)، و سطح اسید، معده استفاده می‌شود.

## اندیکاسیون‌ها
برای کمک به تشخیص موارد زیر:
۱. اختلال‌های خواب: بی‌خوابی‌ها، پرخوابی‌ها، خواب‌پریشی‌ها، آپنه خواب، میوکلونوس شبانه و دندان‌قروچه مربوط به خواب.
۲. اختلال‌های مربوط به خواب کودکی: شب‌ادراری، خواب‌گردی (راه رفتن در خواب)، و اختلال وحشت شبانه (pavor nocturnus).
۳. سایر وضعیت‌ها: اختلال نعوظی: اختلال‌های تشنجی، میگرن و سایر سردردهای عروقی، سوءمصرف مواد، رفلاکس معده‌ای - مروی، و اختلال افسردگی ماژور